# ساسه‌بو، ناگاساکی
ساسه‌بو در استان ناگازاکی در کشور ژاپن واقع شده‌است که دارای جمعیت ۲۵۴٬۶۵۰ نفر و مساحت ۳۶۴٫۰۰ کیلومتر مربع با تراکم جمعیت ۷۰۰ نفر در کیلومترمربع است و در تاریخ ۱ آوریل ۱۹۰۲ به عنوان شهر شناخته شد.